# Lagazzi del Vho
Lagazzi del Vho è un sito palafitticolo situato a sud della frazione Vho del comune di Piadena Drizzona, in provincia di Cremona.
I primi scavi, condotti da Francesco Orefici e da Antonio Parazzi, risalgono al 1891 e rinvennero una serie di pali inseriti verticalmente nel terreno, utilizzati per la costruzione di capanne, risalenti all'età del bronzo.